# Otatea acuminata
Otatea acuminata (Syn.: Arundinaria acuminata Munro, Yushania acuminata (Munro) McClure) ist eine Bambus-Art in der Gattung Trauerbambus (Otatea).

## Beschreibung
Otatea acuminata ist eine neotropische, horstbildende Bambus-Art, die an Riesen-Schachtelhalme erinnert. Sie bildet kurze Rhizome. Die Laubblätter sind bis zu 30 cm lang und 0,5 cm breit. Die Zweige sind stark herabhängend. Die Halme sind überhängend, haben Durchmesser von 2 bis 4 cm, werden 2 bis 4 m hoch (in Mexiko bis 10 m).

## Etymologie
Der Name Otatea stammt von Otate, der Bezeichnung für Bambus auf Nahuatl (Aztekisch). acuminata bedeutet „lang zugespitzt“.

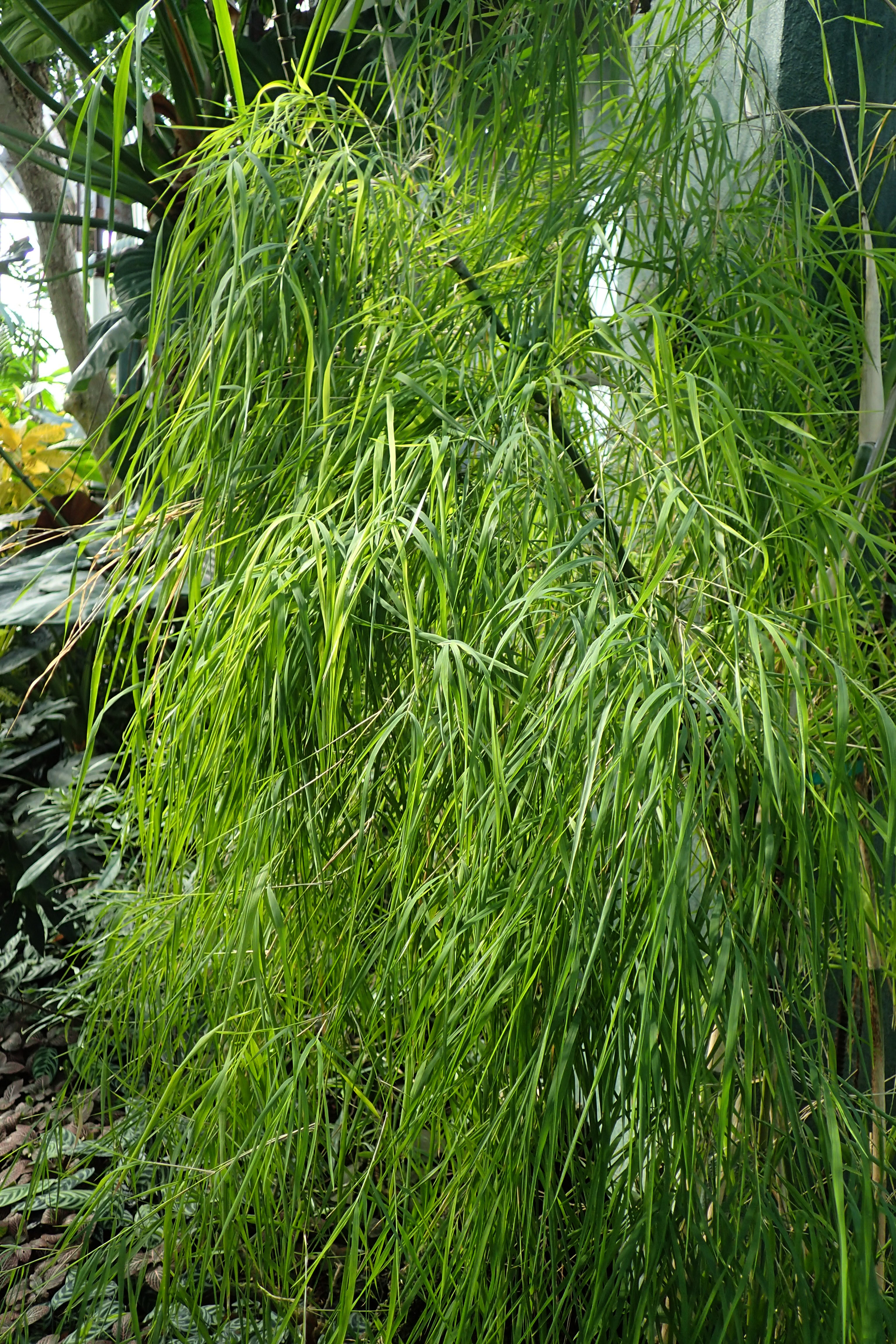
Otatea acuminata

## Verbreitung
Die Art stammt aus dem westlichen Mexiko und lebt dort in Höhenlagen von 500 bis 1600 m NN in Trockenwäldern zusammen mit Eichen, Akazien und Weißgummibäumen. Sie kommt aber auch in Honduras und in Costa Rica vor.

## Kultur und Verwendung
Otatea acuminata ist nicht winterhart und braucht Temperaturen über 5 °C. Er verträgt aber trockene und auch leicht kalkhaltige Standorte. Diese Bambus-Art wächst ungeschützt in Europa in mediterranem Klima.
In Mexiko dienen die Halme zur Erzeugung von Körben, Spazierstöcken und Besenstielen.

## Taxonomie
Der Mexikanische Trauerbambus wurde 1868 als Arundinaria acuminata von William Munro in Transactions of the Linnean Society of London Band 26, Seite 25 erstbeschrieben. Die Art wurde 1980 von Cleofé Elsa Calderón und Thomas Robert Soderstrom in Smithsonian Contributions to Botany Band 44, Seite 21 als Otatea acuminata (Munro) C.E.Calderón & Soderstr. in die Gattung Otatea versetzt. Zu Otatea acuminata (Munro) C.E.Calderón & Soderstr. gibt es die Synonyme: Arundinaria acuminata Munro, Otatea acuminata subsp. aztecorum (McClure & E.W.Sm.) R.Guzmán et al., Otatea aztecorum (McClure & E.W.Sm.) C.E.Calderón & Soderstr. und Yushania aztecorum (McClure & E.W.Sm.).

## Sorten (Auswahl)
- 'Dwarf'
- 'Mayan Silver'
- 'Michoacan'